# Radiofórum
Radiofórum byl pořad Českého rozhlasu. Vysílán byl každý všední den, byl založen na moderovaných telefonátech posluchačů s názory k danému tématu.
Pořad byl přerušen či ukončen v březnu roku 2020.